# Nissan X-Trail
X-Trail er navnet på en SUV produceret af japanske Nissan Motor siden 2001. Den første generation blev produceret fra 2001 til 2007, den anden fra 2007 til 2014 og den tredje siden 2014. Den tredje hedder Rogue in USA.
| Stub | Spire Denne bilrelaterede artikel er en spire som bør udbygges. Du er velkommen til at hjælpe Wikipedia ved at udvide den. |